# Deuterocohnia meziana
Deuterocohnia meziana är en gräsväxtart som beskrevs av Carl Ernst Otto Kuntze och Carl Christian Mez. Deuterocohnia meziana ingår i släktet Deuterocohnia och familjen Bromeliaceae.

## Underarter
Arten delas in i följande underarter:
- D. m. carmineoviridiflora
- D. m. meziana

## Bildgalleri

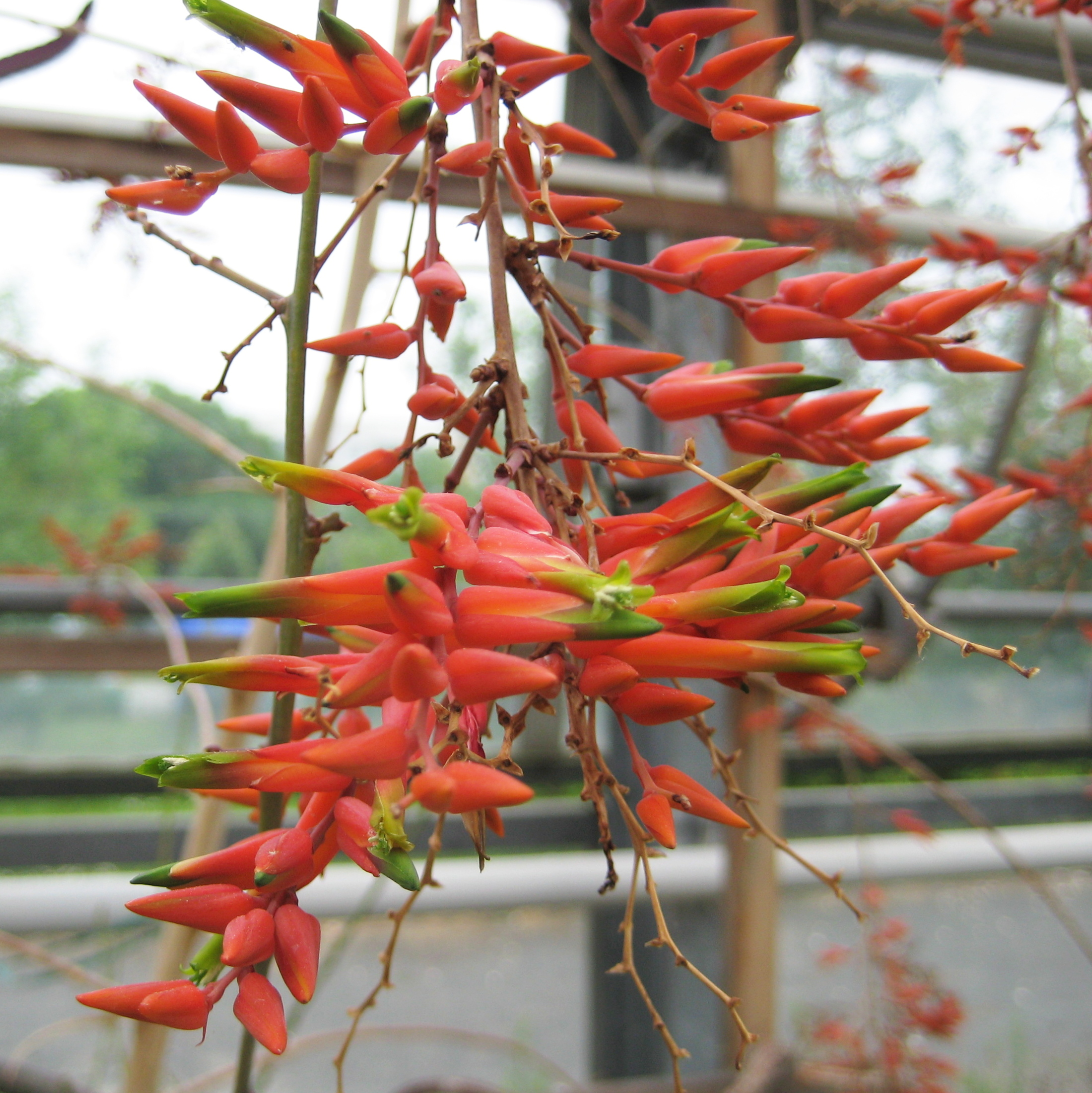
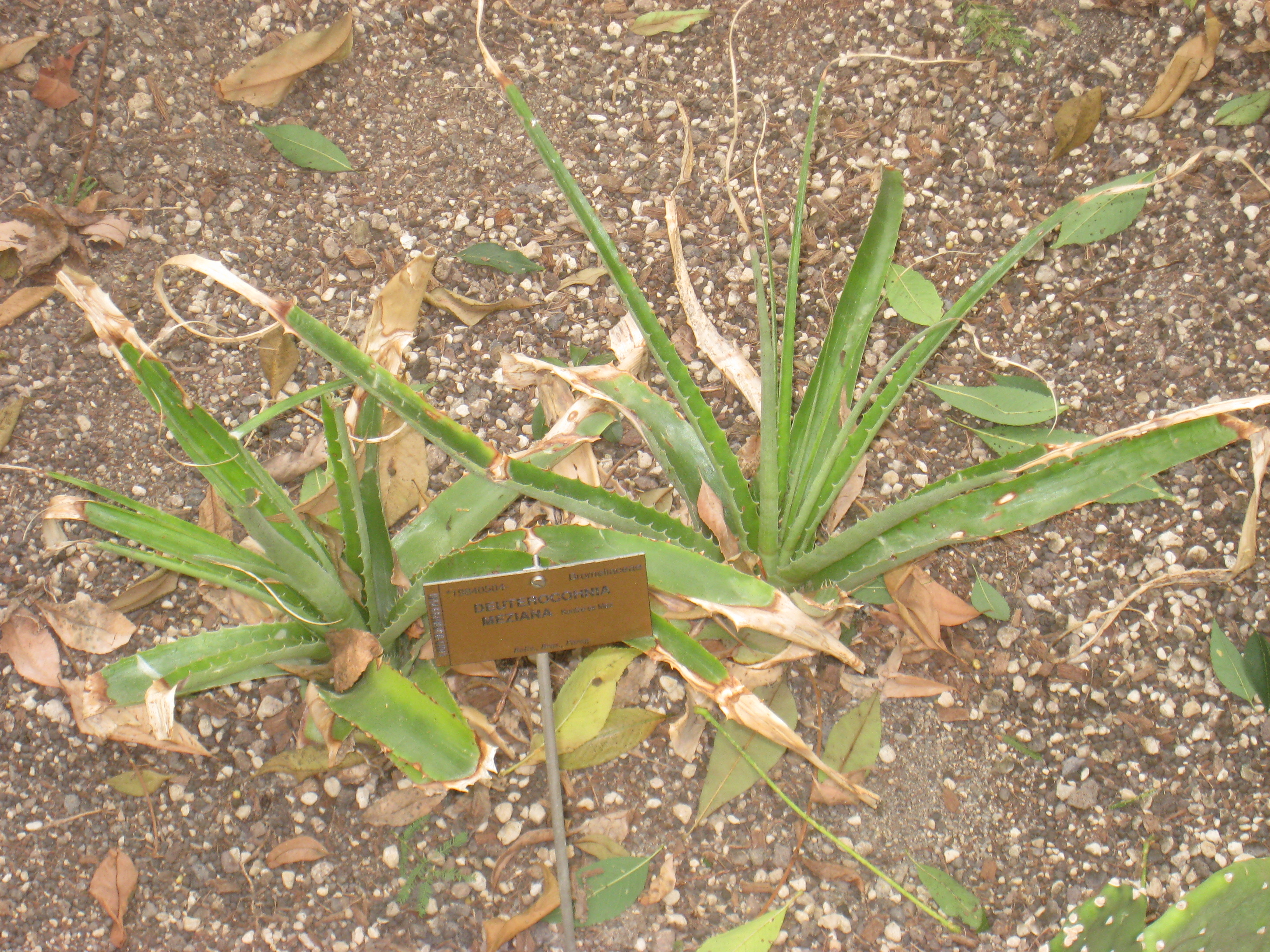